# Seimsdalen
Seimsdalen este o localitate din comuna Årdal, provincia Sogn og Fjordane, Norvegia, cu o suprafață de 0,28 km² și o populație de 467 locuitori (2013).